# Gammaracanthus loricatus
Gammaracanthus loricatus är en kräftdjursart som först beskrevs av Joseph Sabine 1821.  Gammaracanthus loricatus ingår i släktet Gammaracanthus och familjen Gammaracanthidae. Inga underarter finns listade i Catalogue of Life.